# L'Avenir en confiance
L’Avenir en confiance est une ancienne alliance politique de plusieurs partis de la droite anti-indépendantiste de Nouvelle-Calédonie, formée en février 2019 sous la forme d'une liste commune pour les élections provinciales du 12 mai 2019 dans le Sud. Elle est constituée du mouvement Les Républicains calédoniens (LRC, lui-même né du regroupement le 7 décembre 2017 de plusieurs personnalités ou partis dits « loyalistes », dont le Mouvement républicain calédonien ou MRC de Philippe Blaise qui reste une organisation politique active, pour la plupart dissidents de plus ou moins longue date du Rassemblement) de l'ancienne membre du gouvernement local Sonia Backès, du Rassemblement-Les Républicains (Rassemblement-LR, parti historique de l'opposition à l'indépendance de l'archipel créé en 1977 par l'ancien homme fort de la politique locale Jacques Lafleur, d'abord proche du RPR puis associé à l'UMP et au parti national Les Républicains) de l'ancien président du Congrès Thierry Santa, du Mouvement populaire calédonien (MPC, lui-aussi associé à l'UMP puis à LR, né en 2013 d'une dissidence du Rassemblement) du 3e vice-président de l'Assemblée de la Province Sud Gil Brial et de Tous Calédoniens (TC, fondé en 2014 par d'anciens membres de L'Avenir ensemble et des élus locaux de la Brousse, proche du parti Les Centristes) du conseiller municipal de Boulouparis Pascal Vittori. Le 20 mars 2019, L'Avenir en confiance devient également un groupe politique au Congrès, présidé par Thierry Santa et vice-présidé par Philippe Blaise.
Elle vise à former une union capable de faire front face aux indépendantistes et contre les « nationalistes », nom par lequel les membres de la liste désignent leur principal adversaire au sein du camp non-indépendantiste, Calédonie ensemble du député UDI Philippe Gomès (qui détient alors la présidence du gouvernement depuis 2015 et celle de l'Assemblée de la Province Sud depuis 2014, tenant le rôle, pour les provinciales de 2019, de « majorité » sortante).
Le 3 avril 2019, après une tentative de négociation avec Calédonie ensemble pour aboutir à une liste unitaire dans le Nord, les différentes composantes de « L'Avenir en confiance » dans cette province, emmenées par les maires de Koumac Wilfrid Weiss (Tous Calédoniens) et de Kouaoua Alcide Ponga (Rassemblement-LR), annoncent constituer une liste distincte de celle de Calédonie ensemble sous le nom d'« Agissons pour le Nord ». De même, aux Îles Loyauté, alors que les deux mouvements s'accordent dans un premier temps sur une liste unique baptisée « Une nouvelle vision pour les îles Loyauté », menée par un élu de Calédonie ensemble et avec des représentants de « L'Avenir en confiance » en deuxième et troisième place, les partis de L'Avenir en confiance décident là aussi de former leur propre liste intitulée « Avec nous » et tirée par Simon Loueckhote.
De fait, elle cesse de fonctionner après que ses partis membres se déchirent sur le soutien ou non à apporter à la réélection d'Emmanuel Macron en 2022, même si un groupe au Congrès (désormais limité aux seuls élus du Rassemblement et du RN) continue de porter son nom jusqu'en juin 2023, ainsi qu'un groupe à l'Assemblée de la Province Sud (au contraire composé des Républicains calédoniens et du MPC) qui reste toujours constitué à la date du 24 juillet 2023.

## Principaux thèmes de campagne
La liste « L'Avenir en confiance » met en avant :
- l'anti-indépendantisme : en demandant l'organisation rapide du deuxième référendum d'autodétermination prévu par l'accord de Nouméa afin de commencer au plus tôt la campagne pour le « non », et en promettant de « défendre l’ouverture de la citoyenneté comme la condition sine qua non à toute négociation sur un futur statut institutionnel »,
- le libéralisme : « la liberté d’entreprendre, de circuler, de s’exprimer, de construire, d’innover et de prendre des risques »,
- la sécurité : en demandant « une réponse beaucoup plus ferme, de la part de la police et de la justice. Il faut renforcer la présence policière, par des aides de la province aux communes. Mais il faut également mettre en place la fin de l'impunité ». La liste promet également la mise en place d'un couvre-feu pour les mineurs de moins de 14 ans « dans certaines zones spécifiques », la création d'un « centre éducatif surveillé et d’insertion par le travail », la réforme de la réglementation concernant la vente d'alcool en revenant sur les interdictions de vente des week-end et jours fériés (politique menée depuis 2008) au profit - entre autres - de « bottle-shops » selon l'exemple des pays anglo-saxons, ou encore de s'inspirer du « modèle islandais » en matière de lutte contre les addictions chez les adolescents[4].
- un renouvellement du personnel politique et d'une ouverture à la société civile, sur le modèle de La République en marche (dont certains dirigeants des Républicains calédoniens sont membres), incarnées par les principaux meneurs de la coalition qui sont presque tous trentenaires (Christopher Gygès), quadragénaires (Sonia Backès, Virginie Ruffenach, Isabelle Champmoreau, Philippe Blaise) ou entrés en politique depuis 2014 (Thierry Santa, Willy Gatuhau), tout en se présentant comme les héritiers des signataires historiques de l'accord de Nouméa (Jacques Lafleur à travers sa fille et héritière politique, Isabelle Lafleur qui est présente symboliquement à la fin de la liste du Sud, Harold Martin qui se retire de la vie politique, Simon Loueckhote qui est tête de liste aux Îles sans être élu, Pierre Frogier qui n'est pas candidat mais dont le fils, Brieuc Frogier, est présent puis élu sur la liste du Sud, Bernard Deladrière qui n'est pas candidat),
- la promotion de la création de listes uniques non-indépendantistes (donc avec Calédonie ensemble) dans les deux autres provinces, majoritairement indépendantistes, afin d'éviter une dispersion des voix « loyalistes » et empêcher une majorité favorable à l'indépendance au Congrès, ce qui ne se fera finalement pas.

Elle lance, le 8 mars 2019, un site participatif afin d'élaborer un programme politique concerté : www.ide.nc.

## Dirigeants de la campagne des provinciales de 2019
- Tête de liste dans le Sud : Sonia Backès (présidente fondatrice des Républicains calédoniens et présidente du groupe éponyme au Congrès depuis 2017 après avoir été secrétaire générale du Rassemblement-UMP de 2012 à 2013 puis du MPC de 2013 à 2015 et enfin président du groupe Les Républicains au Congrès de 2015 à 2017, ancienne membre du gouvernement de la Nouvelle-Calédonie de 2009 à 2015, conseillère municipale de Nouméa depuis 2014 et conseillère provinciale sortante du Sud) ;
- Deuxième de la liste dans le Sud : Thierry Santa (président par intérim du Rassemblement depuis 2018 après en avoir été son secrétaire général de 2013 à 2016, ancien président du Congrès de 2015 à 2018, conseiller municipal de Païta depuis 2014 et conseiller provincial sortant du Sud) ;
- Tête de liste dans le Nord : Alcide Ponga (maire Rassemblement de Kouaoua depuis 2014) ;
- Tête de liste aux îles Loyauté : Simon Loueckhote (vice-président des Républicains calédoniens depuis 2017, ancien militant du RPCR jusqu'en 2006, président fondateur du RPC de 2006 à 2008 puis du LMD de 2008 à 2017 et de « L'autre voix(e) » de 2013 à 2017, signataire de l'accord de Nouméa, ancien sénateur RPR puis UMP de 1992 à 2011, ancien président du Congrès de 1989 à 1995 et de 1998 à 2004, conseiller municipal d'Ouvéa de 1983 à 2008 et depuis 2014, ancien conseiller régional puis provincial des îles Loyauté de 1985 à 2009 puis du Sud de 2009 à 2014 et membre du Congrès de 1985 à 2014) ;
- Porte-parole :
  - Philippe Blaise (secrétaire général des Républicains calédoniens depuis 2017 et président fondateur du MRC depuis 2011, conseiller municipal de Nouméa depuis 2008, élu du Congrès et conseiller provincial sortant du Sud) ;
  - Virginie Ruffenach (secrétaire générale du Rassemblement depuis 2016, ancienne conseillère municipale de Nouméa de 2008 à 2014) ;
  - Isabelle Champmoreau (porte-parole du MPC depuis 2013, conseillère municipale de Nouméa depuis 2001, ancienne membre du gouvernement en 2007 et de 2015 à 2017, conseillère provinciale sortante du Sud) ;
- Directeur de campagne : Christopher Gygès (animateur du pôle projet des Républicains calédoniens et militant LREM depuis 2017, ancien membre successif du RPC, du LMD, du Rassemblement, du MPC et des Républicains-NC, membre sortant du gouvernement depuis 2017).

## Élus en 2019
Les listes L'Avenir en confiance, Agissons pour le Nord et Avec nous cumulent 32 336 voix soit 29,35 % des suffrages exprimés, ce qui en fait la première force politique de Nouvelle-Calédonie. C'est surtout dans le Sud, la seule à être majoritairement non-indépendantiste mais aussi la plus riche et la plus peuplée, que cette victoire est marquée avec 28 802 votes (40,59 %), manquant la majorité absolue au sein de l'assemblée provinciale à un siège (20 conseillers sur 40, dont 16 des 32 membres du Congrès). Dans le Nord, ils sont les seuls loyalistes à avoir des élus (3 sur 22 dont 2 des 15 qui siègent également au Congrès) en se plaçant troisième du scrutin avec 3 072 bulletins (12,18 %). En revanche, aux îles Loyauté, où il n'y a plus eu de représentants anti-indépendantistes depuis 2009, Simon Loueckhote et ses colistiers arrivent en septième et avant-dernière position, avec seulement 462 voix (3,3 %), pour aucun élu.

### Groupe L'Avenir en confiance au Congrès
Présidé par Virginie Ruffenach et vice-présidé par Philippe Blaise, le groupe L'Avenir en confiance est le plus important du Congrès à partir de sa constitution au début de ce mandat le 23 mai 2019 jusqu'à sa scission le 13 mai 2022, avec 18 membres sur les 54 élus de cette assemblée (les élus qui l'ont quitté le 13 avril 2022 pour fonder le nouveau groupe Les Loyalistes sont en italique) :
- Sonia Backès (LRC, 4e vice-présidente)
- Marie-Jo Barbier (MPC, à p. du 6 juillet 2019)
- Philippe Blaise (LRC-MRC, vice-président du groupe)
- Gil Brial (MPC, 8e vice-président)
- Lionnel Brinon (LRC, Agriculture et Pêche)
- Pascale Chiara-Montagnat (Rass.-LR, 2e vice-présidente)
- Guy-Olivier Cuénot (LRC jusqu'en 2021 puis RN, Économie et Fiscalité, à p. du 6 juillet 2019)
- Jean-Gabriel Favreau (LRC, Sports, à p. du 6 juillet 2019)
- Brieuc Frogier (Rass.-LR, Finances et Budget)
- Nadine Jalabert (Rass.-LR, Droits de la femme et Famille)
- Muriel Malfar-Pauga (LRC-« Passionnément Dumbéa »)
- Alcide Ponga (Rass.-LR)
- Virginie Ruffenach (Rass.-LR, présidente du groupe, questeur, Infrastructures, Aménagement, Développement durable, Énergie, Transports et Communication)
- Alésio Saliga (LRC-LREM, secrétaire)
- Françoise Suvé (LRC-« Avec nous, ça va changer »-LREM)
- Aniseta Tufele (Rass.-LR, à p. du 6 juillet 2019)
- Laura Vendégou (Rass.-LR)
- Naia Wateou (LRC)

### Groupe L'Avenir en confiance en Province Sud
L'Avenir en confiance contrôle cette Province depuis le 17 mai 2019 et forme une majorité avec L'Éveil océanien (4 élus). Son groupe, composé à l'origine de 20 membres sur les 40 de l'assemblée provinciale, a pour cheffe Naia Wateou, mais a perdu 6 de ses élus le 27 juin 2022 qui ont créé le groupe « Agissons pour le Sud » (indiqués en italique) :
- Sonia Backès (LRC, présidente)
- Marie-Jo Barbier (MPC, Enseignement)
- Philippe Blaise (LRC-MRC, 1er vice-président)
- Gil Brial (MPC, 2e vice-président)
- Lionnel Brinon (LRC)
- Guy-Olivier Cuénot (LRC jusqu'en 2021 puis RN)
- Jean-Gabriel Favreau (LRC, Jeunesse, Sports et Loisirs)
- Brieuc Frogier (Rass.-LR)
- Nadine Jalabert (Rass.-LR)
- Muriel Malfar-Pauga (LRC-« Passionnément Dumbéa », Habitat, Urbanisme et Aménagement)
- Lionel Paagalua (Rass.-LR, à p. du 6 juillet 2019)
- Virginie Ruffenach (Rass.-LR)
- Alésio Saliga (LRC-LREM)
- Christiane Saridjan-Verger (LRC-LREM, à p. du 6 juillet 2019)
- Françoise Suvé (LRC-« Avec nous, ça va changer »-LREM, Équipements, Énergie et Transports, SECAL)
- Julien Tran-Ap (MPC, à p. du 6 juillet 2019)
- Léa Tripodi (MPC, Emploi et Formation professionnelle, à p. du 6 juillet 2019)
- Aniseta Tufele (Rass.-LR, Santé et Action sociale)
- Laura Vendégou (Rass.-LR, Condition féminine)
- Naia Wateou (LRC, cheffe du groupe, Développement économique)

### Groupe Agissons pour le Nord en Province Nord
Le groupe Agissons pour le Nord est minoritaire, avec 3 membres sur les 22 élus provinciaux. Son chef est Alcide Ponga :
- Pascale Chiara-Montagnat (Rass.-LR)
- Alcide Ponga (Rass.-LR, chef du groupe, Sports et Activités socioéducatives)
- Wilfrid Weiss (TC)

### Au Gouvernement

#### 16egouvernement(majorité, 2019-2021)
Pour l'élection du 16e gouvernement issu du statut de l'accord de Nouméa, le 13 juin 2019, le groupe L'Avenir en confiance au Congrès forme une liste commune avec L'Éveil océanien, menée par Thierry Santa. Obtenant les 22 voix de ces deux formations, elle gagne 5 des 11 sièges à pourvoir dont 4 pour L'Avenir en confiance. Tous avaient été élus au Congrès et à l'assemblée de la Province Sud un mois auparavant, ils y cèdent leur siège à leur suivant de liste après leur entrée en fonction effective le 6 juillet 2019.
- Thierry Santa (Rass.-LR, Président, Relations extérieures, Sécurité civile, Promotion touristique, Mise en valeur des ressources naturelles, Code minier et Comptes sociaux)
- Christopher Gygès (LRC-LREM, Porte-Parole, Économie et Mesures de relance, Commerce extérieur, Fiscalité, Énergie, Économie numérique, Économie de la mer, Politique du « bien vieillir » et Politique de solidarité)
- Isabelle Champmoreau (MPC-LR, Enseignement, Enseignement supérieur, Handicap, Famille, Lutte contre les violences intrafamiliales et Bien-être animal)
- Yoann Lecourieux (Rass.-LR, Budget, Finances, Assurances, Droit civil, Droit commercial, Questions monétaires, Grands projets, Francophonie et Relations avec le Congrès, les provinces et les communes)

#### 17egouvernement(opposition, depuis 2021)
Lors de la désignation du 17e gouvernement, le 17 février 2021, le groupe L'Avenir en confiance au Congrès forme cette fois une liste sans alliance, L'Éveil océanien étant désormais associé avec le groupe UC-FLNKS et Nationalistes (permettant aux indépendantistes de gagner, pour la première fois depuis 1984, la majorité des sièges de l'exécutif néo-calédonien). Cette liste obtient 18 voix, soit 17 venant de son groupe (un des bulletins, sans savoir lequel, s'étant porté sur la liste de l'Union nationale pour l'indépendance UNI) en plus de celle du non-inscrit Nicolas Metzdorf de Générations NC, elle gagne 4 des 11 sièges à pourvoir, à savoir les mêmes personnalités que dans l'exécutif précédent qui continuent donc de laisser leur siège au Congrès et à l'Assemblée provinciale du Sud à leur suivant de liste après leur entrée en fonction effective le 16 juillet 2021.
- Thierry Santa (Rass.-LR, Travail, Emploi, Formation professionnelle, Politique du « bien vieillir », Handicap, Recherche et Valorisation des ressources naturelles)
- Christopher Gygès (LRC-LREM, Économie numérique, Économie de la mer, Transition énergétique, Développement des énergies renouvelables, Dialogue social et Suivi des zones franches)
- Isabelle Champmoreau (MPC-LR, Vice-présidente, Enseignement, Enseignement supérieur, Égalité des chances, Santé scolaire, Famille, Égalité des genres, Lutte contre les violences conjugales et Bien-être animal)
- Yoann Lecourieux (Rass.-LR, Politiques du développement, d'aménagement et de cohésion du territoire, Mise en œuvre des contrats de développement, Suivi des Grands projets, Assurances, Droit civil, Droit commercial, Questions monétaires, Francophonie, Audiovisuel et Relations avec les communes)